# 木村久
木村 久（きむら きゅう、1908年 - 1937年）は、日本の元プロボクサー。本名は木村久五郎で、「木村久」はリングネーム。アメリカでも活躍し、"ノックアウトQ"の異名で知られ、絵物語『ノックアウトQ』のモデルにもなった。岩手県花巻市出身。

## 略歴
岩手から上京し浅草で働いていたが、近くのジムを覗き込んだのが縁でボクシングを始める。その後、木村の草試合を見た当時の名選手、荻野貞行と佐藤東洋のスカウトを受け、両者の帝国拳闘協会（帝拳プロモーション）設立に合流。
1926年7月、帝拳創立記念試合に登場、佐藤東洋との模範試合でデビュー。翌月の佐藤との6回戦で引分ける。そして同年9月に帝拳はアメリカ遠征を敢行、木村もその一員として渡米した。サンフランシスコでのタイガー・ナポレオンとの緒戦をKOで飾り、以後米国選手を相手に通算5連勝をマーク。帝拳一行が帰国してからも木村は米国に残って各地を米国各地を転戦、"ノックアウトQ"の異名を取るメインイベンターとなった。
その後一旦帰国するも再度渡米、日本人として初のマディソン・スクエア・ガーデン登場を果たし、1ラウンドでKO勝ちするなど、5勝1敗1分をマークし帰国。その後も米国やハワイに渡るなど活躍した。
引退後は帝拳のトレーナーとなったが、1937年4月、就寝中に心臓マヒで急死。

## 死後
1949年から1951年にかけて『漫画少年』誌上で、木村久をモデルにしたボクサー・戸村久五郎の活躍を描く絵物語『ノックアウトQ』が連載された。作者は木村久と同い年で、15歳ごろから木村と共に製販所で働いて親友になった絵物語作家の山川惣治。劇中に山川をモデルにした少年も登場する。『ノックアウトQ』は漫画原作者・梶原一騎が大ファンでボクシング漫画『あしたのジョー』の誕生に影響を与えた。